# Македонска патриотична организация „Пирин“ (Дейтън)
Македонската патриотична организация „Пирин“ е секция на Македонската патриотична организация в Дейтън, Охайо, САЩ.
Дружеството е основано на 1 март 1922 година, а от 1929 година е с името МПО „Пирин“. Учредителното събрание е организирано в дома на Димо Иванов Цалибанов от Зелениче, а делегат на първия конгрес на МПО от дружеството е Петър Досев.
През 1927 година към дружеството е открита женска секция, а през 1937 година – и българско народно училище. Организацията освещава свое знаме през 1928 година.